# 前田玄以

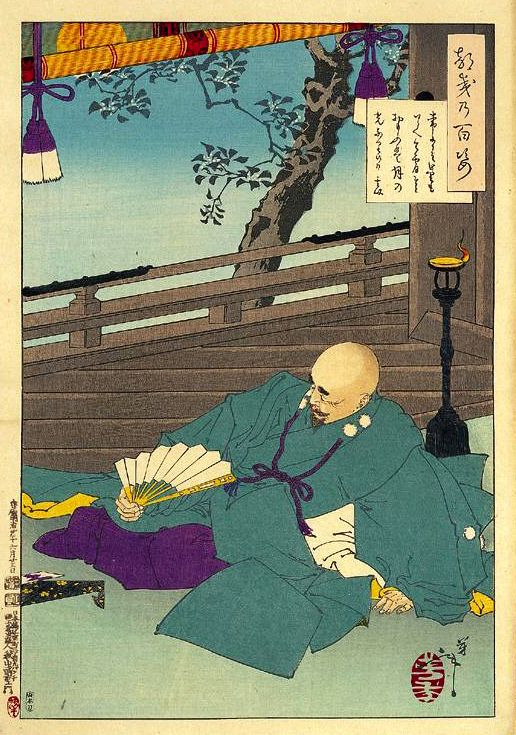
《月百姿》前田玄以，月岡芳年畫作

前田玄以（日语：／ Maeda Geni，1539年—1602年7月9日）是日本戰國時代至安土桃山時代的僧人、武將和大名，豐臣政權下的五奉行之一。

## 生涯
天文8年（1539年），玄以作為前田基光之子在美濃出生，最初他是尾張小松原寺的僧侶，後來前往比叡山延曆寺。其後，玄以替織田信長效力，並且成為信長嫡子織田信忠的家臣。天正10年（1582年），玄以在本能寺之變爆發期間與信忠身在二條御所，信忠得悉事變後命玄以帶同嫡子三法師逃離京都，最初前往美濃岐阜城，後來再逃至尾張清洲城。
天正11年（1583年），玄以出仕於信長次子織田信雄，並且獲任命為京都所司代，不過在翌年羽柴秀吉的勢力擴展至京都後，改仕於豐臣氏。天正13年（1585年），玄以獲秀吉賞賜5萬石，成為龜山城主。
在豐臣政權下，作為京都所司代的玄以負責與朝廷交涉，身為奉行的玄以在天正16年（1588年）亦成功讓後陽成天皇行幸至聚樂第。與此同時，玄以亦負責管理治社、管理京都內外區域的民政以及壓迫吉利支丹，後來才放寬處理，對基督教採取和平共處的政策。慶長3年（1598年），玄以獲秀吉任命為豐臣政權下的五奉行之一。
秀吉死後，玄以盡力平息豐臣政權的內部鬥爭，同時亦反對德川家康發動會津征伐。慶長5年（1600年），石田三成在大坂城舉兵後，玄以選擇加盟西軍，並且聯署討伐家康的彈劾狀，與此同時卻又暗中通知家康有關三成舉兵的消息。其後，玄以稱自己是豐臣秀賴的後見人而留在大坂，並且以患病為由未有出陣。玄以的連番舉動，讓作為西軍一員的他在關原之戰後獲安堵於丹波龜山的本領，並且成為龜山藩主。慶長7年（1602年）5月20日，玄以死去，享年63歲。由於長子前田秀以早死，由三子前田茂勝繼承家督之位。

## 個人
玄以為人深思熟慮，且無私心，因此深得信長和信忠父子信賴。由於玄以是僧人，所以曾經打壓吉利支丹，後來採取理解的態度。秀吉領佈伴天連追放令後的文祿2年（1593年），玄次曾經在京都暗中保護吉利支丹，亦曾經與葡萄牙的印度總督就吉利支丹的關係進行交涉，他的長子前田秀以(聖名:保祿)和次子前田正勝也是吉利支丹。按《佛洛伊斯日本史》第69章記載，僧侶出身的玄以，常有與僧人不相乎的舉動而遭到批評。
五奉行之一的增田長盛與玄以一樣留守於大坂城，亦將西軍的情報密告給家康，但是在關原之戰後依然被改易。這是因為家康希望利用玄以在朝廷的人脈，才優待玄以。另外，玄以促成天皇在秀吉的聚樂第行幸一事，則成為其一生的榮耀。
此外，玄以曾經成功擒獲盜賊石川五右衛門，翌日五右衛門便死於烹刑。